# Liste des partis verts
Pour un article plus général, voir Parti vert.
Cette page contient des caractères spéciaux ou non latins. S’ils s’affichent mal (▯, ?, etc.), consultez la page d’aide Unicode.

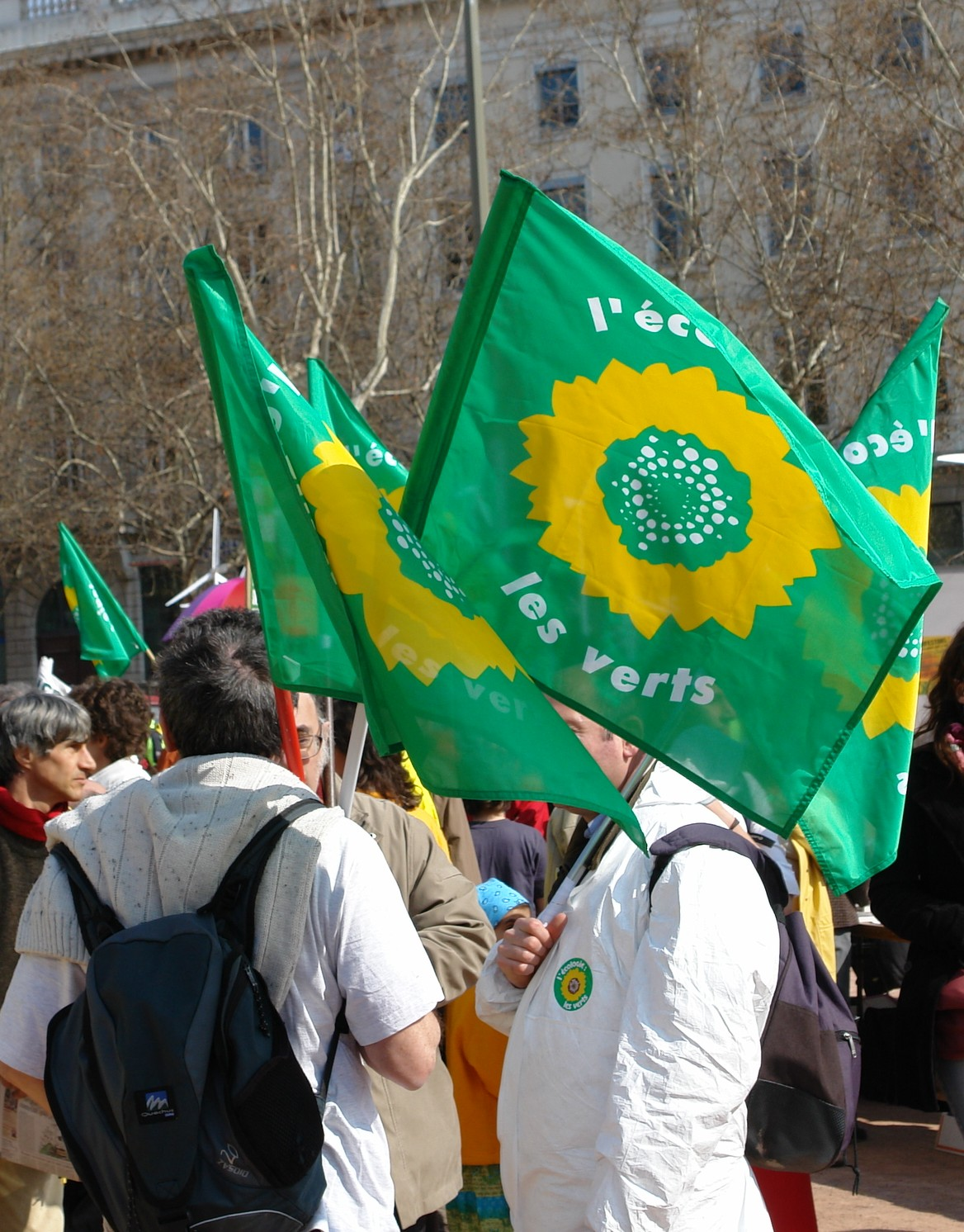
Banderoles des Verts lors de la manifestation contre l'EPR, le 17 mars 2007 à Lyon.

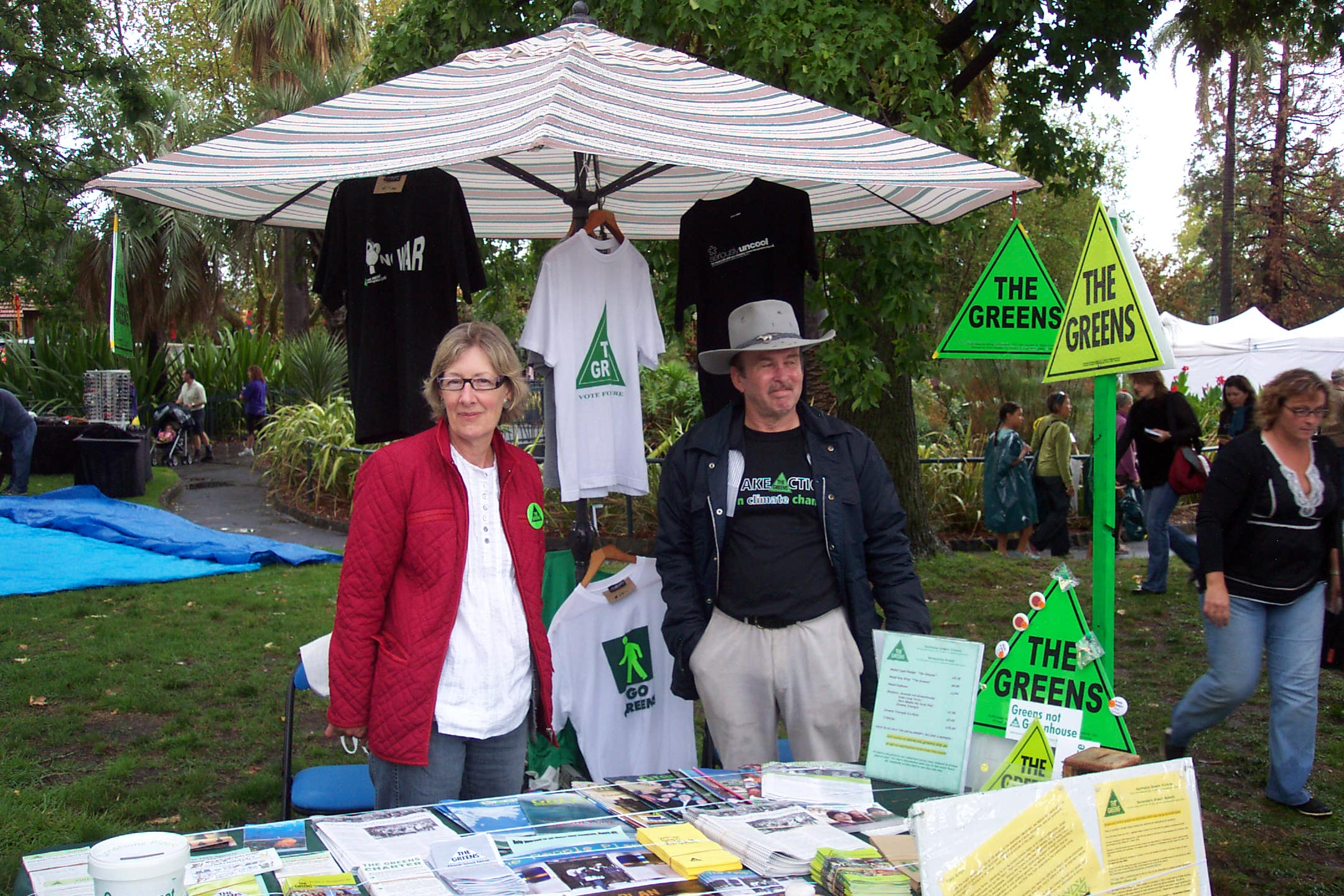
Membres du groupe de Booroondara des Verts australiens, au Kew Festival de 2009.

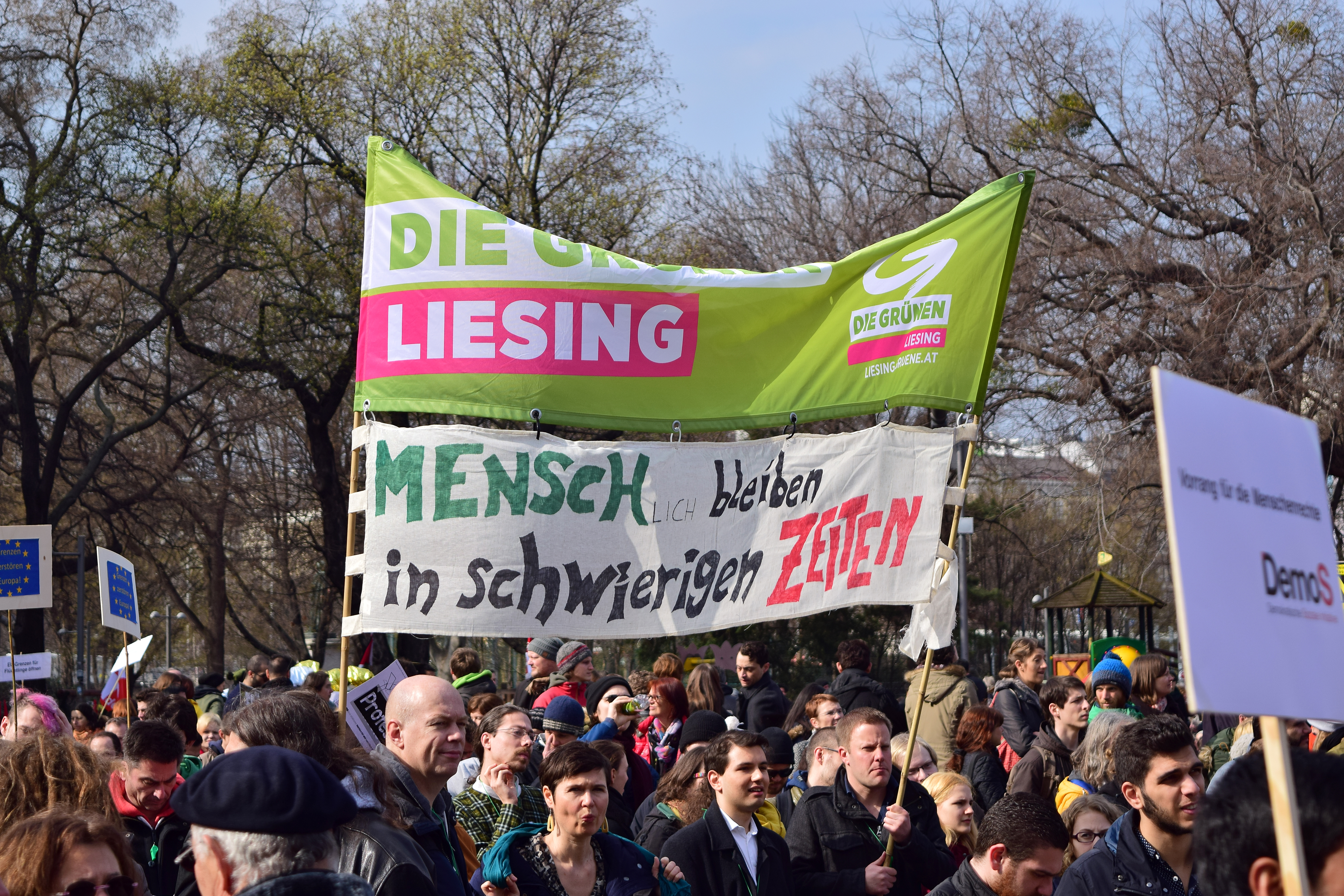
Manifestation « Flüchtlinge willkommen! Nein zur Festung Europa! » (Les réfugiés sont les bienvenus ! Non à la forteresse Europe !) le 19 mars 2016 à Vienne.

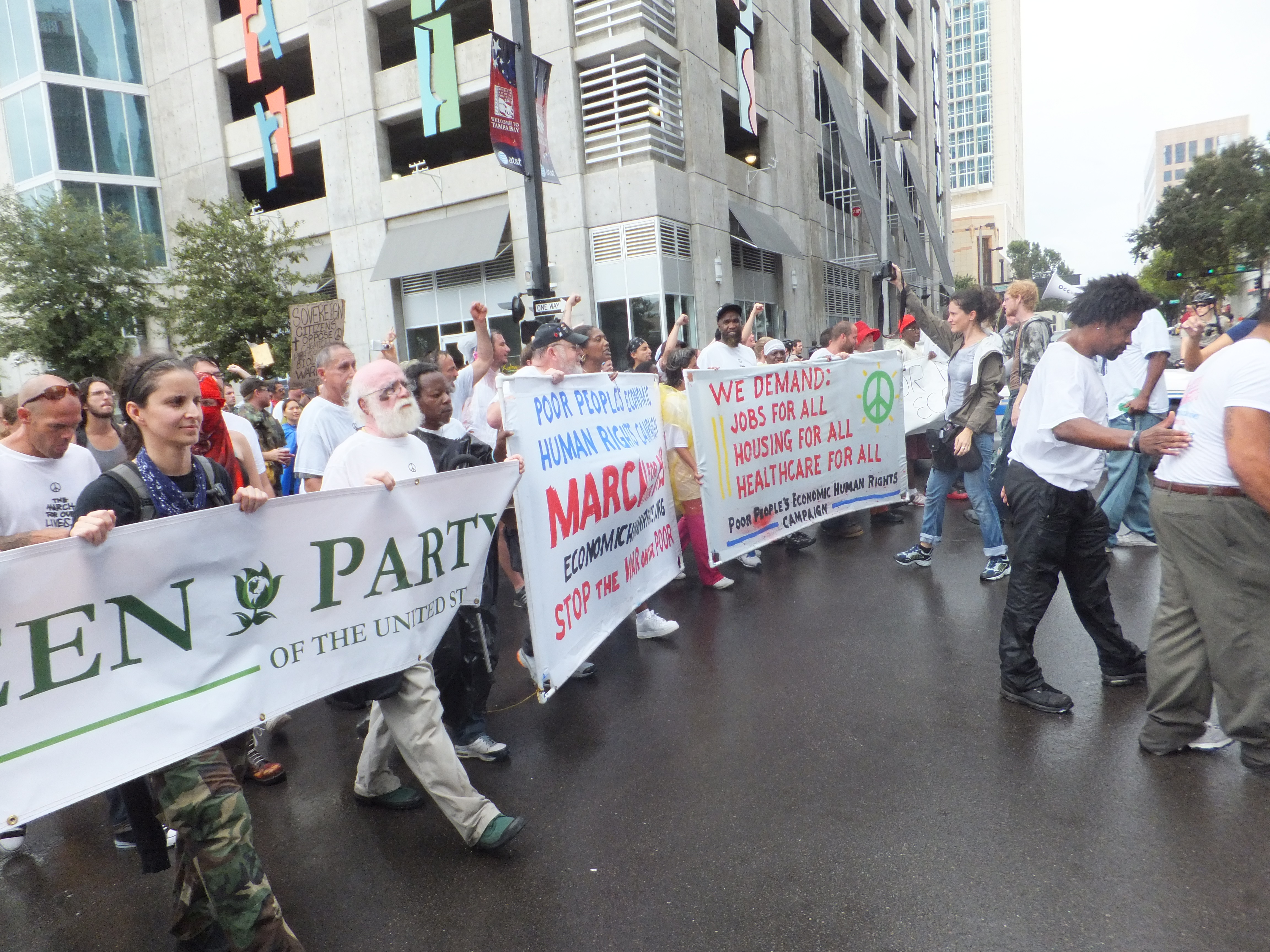
Manifestation à l'occasion de la Convention nationale du Parti républicain à Tampa en Floride le 26 août 2012.

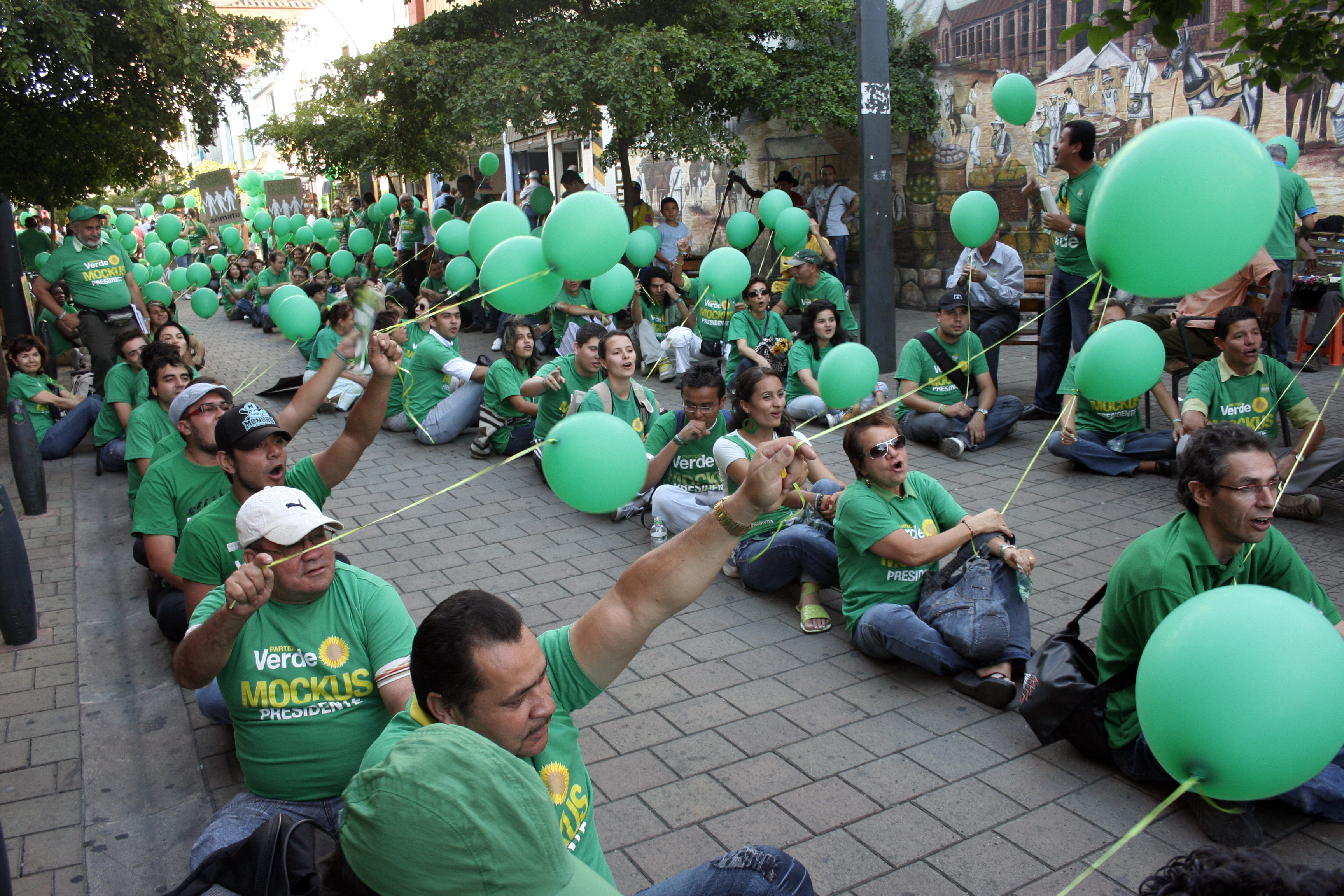
Célébration du Jour de la Terre à l'occasion de la campagne présidentielle d'Antanas Mockus dans la rue Carabobo du centre de la ville de Medellín en Colombie en 2010.

Le terme « parti vert » désigne un parti politique écologiste. Nombre de ces partis adhèrent à la charte des Verts mondiaux.

## Organisations transnationales
- Les Verts mondiaux[1], fédération créée en 2001.
  - Fédération des Verts africains (FEVA) (en anglais : African Greens Federation), fédération africaine des Global Greens créée en 2008. La FEVA a succédé à la Fédération des partis verts d’Afrique créée en 1998[2].
    - Fédération des partis écologistes et des Verts de la région d'Afrique de l'Ouest (FéPEV-RAO), fédération créée en 2007.
    - Fédération des écologistes et verts d’Afrique centrale (FEVAC), fédération créée en 2014[3],[4].
    - Fédération des Verts Est africains (en anglais : East African Greens Federation) (EAGF), fédération créée en 2013[5],[6].

  - Fédération des partis verts des Amériques (FPVA) (en espagnol : Federación de Partidos Verdes de las Américas, en anglais : Federation of the Green Parties of the Americas).
  - Fédération des Verts d'Asie et du Pacifique (en anglais : Asia-Pacific Greens Federation) (APGF).
  - Parti vert européen (PVE) (en anglais : European Green Party).
- World Ecological Parties, fédération créée en 2013.

## Afrique
- Afrique du Sud
  - Parti Ecopeace (en) (en anglais : Ecopeace Party) (anciennement eThekwini ECOPEACE ou eThekwini Ecoparty), parti fondé en 1995.
  - Parti vert d'Afrique du Sud (en) (en anglais : Green Party of South Africa), parti fondé en 1999.
  - Mouvement écologique d'Afrique du Sud (en anglais : Ecological Movement of South Africa) (EMSA), membre associé des Verts mondiaux[7] et de la FEVA[8].
- Algérie
  - Parti algérien vert pour le développement (PAVD), parti fondé en 2012[9], membre associé des Verts mondiaux[7].
- Angola
  - Parti national écologique d'Angola (en portugais : Partido Nacional Ecológico de Angola) (PNEA), parti fondé en 1992, membre associé des Verts mondiaux[7].
- Bénin
  - Les Verts du Bénin, parti appelé aujourd'hui Mouvement des écologistes du Bénin, Les Verts (MEB).
- Burkina Faso
  - Rassemblement des écologistes du Burkina Faso (en) (RDEB), parti créé en 1991 sous le nom Union des Verts pour le développement du Burkina (UVDB), puis Les Verts du Burkina Faso en 1997, enfin le Rassemblement des écologistes du Burkina (RDEB) en 2002[10]. Il est membre des Verts mondiaux[7] et de la FEVA[8].
  - Parti écologiste pour le développement du Burkina (en) (PEDB), parti créé en 2003[11].
  - Parti écologiste pour un développement nouveau (PEDN)[12].
- Burundi
  - Mouvement vert du Burundi (en anglais : Burundi Green Movement) (BGM), membre associé des Verts mondiaux[7] et de la FEVA[8] et membre de l'EAGF[5],[6].
- Cameroun
  - Parti vert pour la démocratie au Cameroun (PVDC), parti créé en 1991.
  - Défense de l’environnement camerounais (DEC), parti créé en 1991[13].
  - Mouvement des Écologistes Camerounais (MEC)[13].
  - Union des écologistes du Cameroun (UEC).
- Côte d'Ivoire
  - Parti pour la protection de l'environnement (PPE), parti créé avant 1999.
  - Parti écologique ivoirien, parti créé en 2001.
  - Mouvement écologique ivoirien (MEI), parti créé en 2003 par Désiré-Jean Sikely.
  - Parti ivoirien des Verts - Piverts, parti créé en 2016.
  - Rassemblement des écologistes de Côte d'Ivoire, membre associé des Verts mondiaux[7].
- Égypte :
  - Parti vert égyptien (en anglais : Egyptian Green Party, en arabe : حزب الخضر المصري [Hizb Al-khodr]), membre des Verts mondiaux[7] et de la FEVA[8].
- Gabon :
  - Front des écologistes gabonais (FEG), parti fondé en 1989.
  - Parti national écologique - Gabon Vert (PNE), parti fondé en 2005.
  - Parti vert gabonais, membre associé des Verts mondiaux[7], de la FEVA[8] et membre de la FEVAC[4].
- Guinée :
  - Parti des écologistes guinéens (PEG), parti fondé en 1992[14], membre associé des Verts mondiaux[7] et membre de la FEVA[8].
- Guinée-Bissau
  - Ligue bissaoguinéenne de protection écologique (en portugais : Liga guineense de proteção ecológica) (LIPE), parti fondé en 1991.
- Kenya :
  - Parti vert Mazingira du Kenya (en anglais : Mazingira Green Party of Kenya) (MGPK), parti fondé en 1997 (?)[15], membre de la FEVA[8], membre (?) de l'EAGF[5].
  - Parti Afrogreens du Kenya (en anglais : Afrogreens Party of Kenya)[15], membre associé des Verts mondiaux[7], membre (?) de l'EAGF[6].
  - Congrès vert du Kenya (en anglais : Green Congress of Kenya) (GCK), membre associé des Verts mondiaux[7].
- Madagascar
  - Parti vert Hasin'i Madagasikara (en malgache : Antoko Maitso Hasin'i Madagasikara), parti fondé en 2009, membre des Verts mondiaux[7] et de la FEVA[8].
- Mali
  - Parti écologiste pour l'intégration (PEI).
  - Parti écologiste du Mali (PEM), issu du PEI[16], membre des Verts mondiaux[7] et de la FEVA[8].
- Maroc
  - Parti national des verts pour le développement, parti fondé en 1992, membre de la FEVA[8].
  - Parti de la gauche verte (PGV), parti fondé en 2010, membre associé des Verts mondiaux[7].
  - Parti de l'environnement et du développement durable, fondé en 2009.
- Maurice
  - Les Verts fraternels (en) (VF), membre des Verts mondiaux[7] et de la FEVA[8].
- Mauritanie
  - Parti mauritanien pour la défense de l’environnement (PMDE).
- Mozambique
  - Parti des Verts du Mozambique (en portugais : Partido os Verdes de Moçambique) (PVM), parti fondé en 1997.
  - Parti écologiste du Mozambique (en portugais : Partido Ecologista de Moçambique) (PEMO), membre associé des Verts mondiaux[7].
- Niger
  - Parti de Rassemblement pour un Sahel Vert, parti vert du Niger (RSV-Ni'Ima)[2], membre des Verts mondiaux[7] et de la FEVA[8].
  - Parti pour le progrès et l'écologie (INUWA)
- Nigeria
  - Parti vert du Nigeria (en anglais : Green Party of Nigeria) (GPN).
  - Mouvement vert nigérian (en anglais : Nigerian Green Movement)[2].
- Ouganda
  - Parti vert d'Ouganda (en) (en anglais : Uganda Green Party) (UGP).
  - Parti écologique d'Ouganda (en anglais : Ecological Party of Uganda) (EPU), membre des Verts mondiaux[7], de la FEVA[8] et de l'EAGF[5],[6].
- République centrafricaine
  - Mouvement des Verts de Centrafrique (MVC), parti créé en 1999[13], membre associé des Verts mondiaux[7] et membre de la FEVAC[4].
- République du Congo
  - Mouvement des Verts du Congo, parti fondé en 2008[17], membre associé des Verts mondiaux[7].
  - Mouvement des écologistes congolais (MEC), membre de la FEVAC[4].
  - Les Modernistes du Congo-Ecologie Les Verts (M.CELV), parti fondé en 2007, president fondateur : Adoux Sung Bossembo, membre de la FEVAC et FeVA[4], membre associé des Verts mondiaux[7].
- République démocratique du Congo :
  - Rassemblement des écologistes congolais, Les Verts (REC)[13].
  - Alliance des écologistes congolais - Les Verts (AECO), parti fondé en 2017, à partir du Parti écologiste congolais (PECO) créé en 2008[13],[18],[2], membre des Verts mondiaux[7], de la FEVA[8] et de la FEVAC[3],[4].
  - Alliance des paysans et écologistes
- Rwanda
  - Parti vert démocratique du Rwanda (en anglais : Democratic Green Party of Rwanda) (DGPR), parti fondé en 2009, membre des Verts mondiaux[7], de la FEVA[8] et de l'EAGF[5],[6].
- Sao Tomé-et-Principe
  - Mouvement social-démocrate – Parti vert de Sao Tomé-et-Principe (en portugais : Movimento Social Democrata – Partido Verde de São Tomé e Príncipe) (MSD-PVSTP), parti fondé en 2017[19].
- Sénégal
  - Parti africain écologiste du Sénégal (PAE/S), parti fondé en 1992[20].
  - Rassemblement des écologistes du Sénégal - Les Verts (RES), parti fondé en 1999[21],[2].
  - Rassemblement pour l'écologie et la République, parti fondé en 2005.
  - Fédération démocratique des écologistes du Sénégal (FEDES), parti fondé en 2008[2],[22], membre de la FEVA[8].
  - Convergence des écologistes du Sénégal - Les Verts (CES), parti fondé en 2016[23],[24], membre des Verts mondiaux[7].
- Sierra Leone
  - Parti vert du Sierra Leone (en anglais : Sierra Leone Green Party) (SLGP)[N 1], membre des Verts mondiaux[7],[1].
  - Green Watch Sierra Leone, membre associé de la FEVA[8].
- Somalie
  - Parti vert de Somalie (en anglais : Somali Green Party), membre associé de la FEVA[8].
  - Parti vert démocratique de Somalie (en anglais : Democratic Green Party of Somalia) (DGPS).
- Soudan
  - Parti vert du Soudan (en anglais : Green Party of Sudan), parti fondé en 2011.
- Tchad
  - Union des écologistes tchadiens/Les Verts (UET/V)[13], membre des Verts mondiaux[7], de la FEVA[8] et membre de la FEVAC[4].
- Togo
  - Parti écologiste panafricain (PEP).
  - Afrique Togo Écologie (ATE), parti fondé en 2011[25], membre des Verts mondiaux[7] et de la FEVA[8].
- Tunisie
  - Tunisie verte, parti créé en 2004[2], membre associé des Verts mondiaux[7].
  - Parti des verts pour le progrès (en arabe : حزب الخضر للتقدم), parti fondé en 2005.
- Zambie
  - Parti vert de Zambie (en anglais : Green Party of Zambia), membre des Verts mondiaux[7] et de la FEVA[8].
- Zimbabwe
  - Croisade unie pour l'achèvement de la démocratie, le parti vert du Zimbabwe (en anglais : United crusade for achieving democraty) (UCAD), parti créé en 2007, membre associé des Verts mondiaux[7] et de la FEVA[8].

## Amérique

### Amérique du Nord
- Canada
  - Parti vert du Canada (en anglais : Green Party of Canada), parti fondé en 1983, membre des Verts mondiaux[26] et de la FPVA[27].
  - Parti vert du Québec, parti fondé en 2001.
- États-Unis
  - Parti vert des États-Unis (en anglais : Green Party of the United States), parti fondé en 1991, membre des Verts mondiaux[26] et de la FPVA[27].
- Mexique
  - Parti vert écologiste du Mexique (en espagnol : Partido Verde Ecologista de México), parti fondé en 1993, membre des Verts mondiaux[26] et de la FPVA[27].

### Amérique centrale et Antilles
- Costa Rica
  - Parti vert écologiste (en espagnol : Partido Verde Ecologista), parti fondé en 2004[28], membre associé des Verts mondiaux[26].
- République dominicaine
  - Parti vert dominicain (es) (en espagnol : Partido Verde Dominicano), parti fondé en 2009 sous le nom de parti socialiste vert (en espagnol : Partido Socialista Verde), il change de nom en 2017 pour le nom actuel[29], membre des Verts mondiaux[26] et membre associé de la FPVA[27].
- Nicaragua
  - Alliance verte écologiste (en espagnol : Alianza Verde Ecologista) (AVE), parti fondé en 2015. Il fait suite au Parti vert écologiste (en espagnol : Partido Verde Ecologista) créé en 2000[30]. L'AVE est membre des Verts mondiaux[26]

### Amérique du Sud
- Argentine
  - Les Verts (en espagnol : Los Verdes), parti créé en 2002 sous le nom Forum de l'écologie politique (en espagnol : Foro de Ecología Política) (FEP).
  - Parti vert (en espagnol : Partido Verde), parti créé en 2016[31], membre associé des Verts mondiaux[26]
- Bolivie
  - Parti vert écologiste (en espagnol : Partido Verde Ecologista), parti créé en 2014, à la suite de la disparition la même année du Parti vert de Bolivie (en espagnol : Partido Verde de Bolivia)[32], parti créé en 2007[33]. Il est membre des Verts mondiaux[26] et de la FPVA[27].
- Brésil
  - Parti vert (en portugais : Partido Verde) (PV), parti fondé en 1986, membre des Verts mondiaux[26] et de la FPVA[27].
  - Réseau Durabilité (en portugais : Rede Sustentabilidade) (REDE), parti fondé en 2013.
- Chili
  - Parti écologiste vert (es) (en espagnol : Partido Ecologista Verde), parti fondé en 2006, membre des Verts mondiaux[26] et de la FPVA[27].
- Colombie
  - Alliance verte (en espagnol : Alianza Verde), parti fondé en 2007 sous le nom Partido Verde Opción Centro, il devient Partido Verde en 2009 et fusionne en 2013 avec les mouvements Compromiso Ciudadano et Progressistes (es) pour former l'actuelle Alliance verte[34], membre des Verts mondiaux[26] et de la FPVA[27].
- Pérou
  - Parti Alternative verte du Pérou (en espagnol : Partido Alternativa Verde del Perú)[N 2], membre des Verts mondiaux[26] et de la FPVA[27].
- Venezuela
  - Mouvement écologique du Venezuela (es) (en espagnol : Movimiento Ecológico de Venezuela) (MOVEV), parti fondé en 2005, membre des Verts mondiaux[26] et de la FPVA[27].

## Asie
- Corée du Sud
  - Parti vert de Corée (en) (en anglais : Green Party Korea et en coréen : 녹색당 [Noksaek-dang]), parti fondé en 2012, il est le continuateur des Verts de Corée (en), parti créé en 2004 et dissout en 2008, le Parti vert de Corée est membre des Verts mondiaux[35] et de l'APGF[36].
- Inde
  - Parti de la transformation de l'Uttarakhand (en anglais : Uttarakhand Parivartan Party) (UKPP), parti de l'État de l'Uttarakhand fondé en 2009, membre des Verts mondiaux[35] et de l'APGF[36].
- Indonésie
  - Union verte d'Indonésie (Serekat Hijau Indonesia) (SHI), parti fondé en 2007, membre des Verts mondiaux[35].
  - Parti vert d'Indonésie (Partai Hijau Indonesia) (PHI), membre associé des Verts mondiaux[35].
  - Parti vert d'Aceh (Partai Atjeh Hijau) (PAH), parti de la province d'Aceh, membre associé des Verts mondiaux[35].
- Iran
  - Parti vert d'Iran (en persan : حزب سبزهای ایران [Hezb-e-sabz Hayeh Iran]), parti en exil créé en 1999 en Californie, dont le siège, situé initialement au Québec, a été transféré en 2014 en Allemagne.
- Israël
  - Mouvement vert (en hébreu : התנועה הירוקה, parti fondé en 2008.
- Japon
  - Les Verts (en japonais : 緑の党 (Midori no tō?) et en anglais : Greens Japan), parti fondé en 2012, membre des Verts mondiaux[35] et de l'APGF[36].
- Liban
  - Parti vert du Liban (en arabe : حزب الخضر اللبناني [Hizb-al-Khodor-al-lubnanī]), parti fondé en 2008, membre des Verts mondiaux[35] et de l'APGF[36].
- Mongolie
  - Parti vert mongol (en mongol : МОНГОЛЫН НОГООН НАМ [Mongolyn Nogoon Nam]), parti fondé en 1990, membre des Verts mondiaux[35] et de l'APGF[36].
- Népal
  - Les Verts népalais (en anglais : Nepali Greens), membre des Verts mondiaux[35] et de l'APGF[36].
- Pakistan
  - Parti vert du Pakistan (en anglais : Green Party of Pakistan), parti fondé en 2002, membre des Verts mondiaux[35] et de l'APGF[36].
- Philippines
  - Parti vert des Philippines (Partido Luntian[N 3], en anglais : Green Party Philippines), parti fondé en 2003, membre des Verts mondiaux[35] et de l'APGF[36].
- Taïwan
  - Parti vert de Taïwan (en chinois : 台灣綠黨, pinyin : Táiwān Lǜ Dǎng, taïwanais : Tâi-ôan Le̍k Tóng), parti fondé en 1996, membre des Verts mondiaux[35] et de l'APGF[36].
  - Parti des arbres (en) (en anglais : Trees Party), parti fondé en 2014, membre associé des Verts mondiaux[35] et membre de l'APGF[36].

## Europe
- Albanie
  - Parti vert d'Albanie (en albanais : Partia e Gjelbër e Shqipërisë ou Të gjelbërit) (PGJ), parti fondé en 2001, membre depuis 2008 des Verts mondiaux[37] et du PVE[38].
- Allemagne
  - Alliance 90 / Les Verts (en allemand : Bündnis 90/Die Grünen), parti fondé en 1980 (il fusionne en 1993 avec Alliance 90), membre depuis 1993 des Verts mondiaux[37] et du PVE[38].
  - Parti écologiste-démocrate (en allemand : Ökologisch-Demokratische Partei) (ÖDP), parti fondé en 1982.
- Andorre
  - Verts d'Andorre (en catalan : Verds d'Andorra), parti fondé en 2003, membre depuis 2010 des Verts mondiaux[37] et du PVE[38].
- Arménie
  - Parti vert d'Arménie (en arménien : Հայաստանի Կանաչների կուսակցություն), parti fondé en 1998.
- Autriche
  - Les Verts - L'Alternative verte (en allemand : Die Grünen - Die Grüne Alternative), parti fondé en 1986, membre depuis 1993 des Verts mondiaux[37] et du PVE[38].
- Azerbaïdjan
  - Parti vert d'Azerbaïdjan (en azéri : Azərbaycan Yaşıllar Partiyası), parti fondé en 2006, membre associé depuis 2012 du PVE[38].
- Belgique
  - Ecolo, parti francophone et germanophone fondé en 1980, membre depuis 1993 des Verts mondiaux[37] et du PVE[38].
  - Groen (en néerlandais : Vert), parti néerlandophone fondé en 1981 sous le nom d'Agalev, il change de nom pour le nom actuel en 2003, membre depuis 1993 des Verts mondiaux[37] et du PVE[38].
- Biélorussie
  - Parti vert biélorusse (en) (en biélorusse : Беларуская Партыя Зялёныя [Bielaruskaja Partyja Zialonye]), parti fondé en 1994, membre associé depuis 2013 des Verts mondiaux[37] et du PVE[38].
- Bosnie-Herzégovine
  - Les Verts de Bosnie-Herzégovine (en) (en bosnien : Zeleni Bosne i Herzegovine) (Zeleni BiH), parti fondé en 2004.
- Bulgarie
  - Parti vert (en bulgare : Зелена Pартия [Zelena partija]), parti fondé en 1989, membre depuis 1993 des Verts mondiaux[37] et du PVE[38].
  - Les Verts (en bulgare : Зелените [Zelenite]), parti fondé en 2008, membre depuis 2013 des Verts mondiaux[37] et du PVE[38].
- Chypre
  - Mouvement écologiste - Coopération citoyenne (en grec moderne : Κίνημα Οικολόγων - Συνεργασία Πολιτών / Kínima Oikológon - Synergasía Politón), parti fondé en 1996 (parti connu jusqu'en 2016 sous le nom Mouvement écologiste et environnementaliste (Κίνημα Οικολόγων Περιβαλλοντιστών / Kinima Oikologoi Perivallontistoi)), membre depuis 1998 des Verts mondiaux[37] et du PVE[38].
- Croatie
  - Développement durable croate (en croate : Održivi razvoj Hrvatske) (ORaH), parti fondé en 2013, candidat depuis 2014 aux Verts mondiaux[37] et au PVE[38].
- Danemark
  - Parti populaire socialiste (en danois : Socialistisk Folkeparti) (SF), parti fondé en 1959, membre depuis 2014 des Verts mondiaux[37] et du PVE[38].
  - L'Alternative (en danois : Alternativet), parti fondé en 2013.
- Espagne
  - Catalogne : Initiative pour la Catalogne Verts (en catalan : Iniciativa per Catalunya Verds) (ICV), parti fondé en 1987, membre depuis 2006 des Verts mondiaux[37] et du PVE[38].
  - Communauté valencienne : Coalition Compromís, parti fondé en 2010 (rejoint en 2014 par VerdsEquo du Pays valencien).
  - Reste de l'Espagne : Equo, parti fondé en 2011, membre depuis 2016 des Verts mondiaux[37] et du PVE[38].
- Estonie
  - Parti vert estonien (en estonien : Erakond Eestimaa Rohelised) ou plus simplement Les Verts (en estonien : Rohelised), parti fondé en 1991 et définitivement en 2006, membre depuis 1993 des Verts mondiaux[37] et du PVE[38].
- Finlande
  - Ligue verte (en finnois : Vihreä liitto, en suédois : Gröna förbundet, en same du Nord : Ruoná lihttu) ou plus simplement Vihreät De Gröna (Vihr), parti fondé en 1987, membre depuis 1993 des Verts mondiaux[37] et du PVE[38].
- France
  - Europe Écologie Les Verts (EELV), parti fondé en 1984 sous le nom Les Verts (de son nom complet Les Verts, Confédération écologiste - Parti écologiste) qui a pris son nom actuel en 2010, membre depuis 1993 des Verts mondiaux[37] et du PVE[38].
  - Génération écologie, parti fondé en 1991.
  - Mouvement écologiste indépendant (MEI), parti fondé en 1994, d'une scission des Verts.
  - Alliance écologiste indépendante (AEI), parti fondé en 2009.
  - Cap écologie, fondé en 2021 par la fusion de Cap21 et de l’AEI.
  - Front démocrate, parti fondé en 2014.
  - Parti écologiste, parti fondé en 2015.
  - Union des démocrates et des écologistes, confédération créée en 2015 et formée du Parti écologiste et du Front démocrate.
  - Révolution écologique pour le vivant, parti fondé en 2018.
- Géorgie
  - Parti vert de Géorgie (en) (en géorgien : საქართველოს მწვანეთა პარტია [Sak’art’velos mtsvanet’a partia]), parti fondé en 1990, membre depuis 1993 des Verts mondiaux[37] et du PVE[38].
- Grèce
  - Verts écologistes (en grec moderne : Οικολόγοι Πράσινοι / Oikologoi Prasinoi) (OP), parti fondé en 2002, membre depuis 1994 des Verts mondiaux[37] et du PVE[38].
  - Les Verts (en) (en grec moderne : Πράσινοι / Prasinoi), parti fondé en 2014.
- Hongrie
  - La politique peut être différente (Une autre politique est possible) (en hongrois : Lehet más a politika) (LMP), parti fondé en 2009, membre depuis 2011 des Verts mondiaux[37] et du PVE[38].
- Irlande
  - Parti vert (en anglais : Green Party, en irlandais : Comhaontas Glas [littéralement Alliance verte]), parti fondé en 1981, membre depuis 1993 des Verts mondiaux[37] et du PVE[38].
- Italie
  - Fédération des Verts (en italien : Federazione dei Verdi, ou plus simplement I Verdi [Les Verts]), parti fondé en 1986, membre depuis 1993 des Verts mondiaux[37] et du PVE[38].
  - Province autonome de Bolzano (Trentin-Haut-Adige) : Les Verts du Haut-Adige (en allemand : Die Grünen Südtirols, en italien : I Verdi del Sudtirolo/Alto Adige, en ladin : Vërc), connu sous l'appellation Verdi - Grüne - Vërc (VGV), parti fondé en 1996. Le parti est indépendant, mais fait partie de la Fédération des Verts.
- Lettonie
  - Parti vert de Lettonie (en letton : Latvijas Zaļā partija) (LZP), parti fondé en 1990, fédéré depuis 2002 dans l'Union des verts et des paysans (en letton : Zaļo un Zemnieku savienība, ZZS). Le LZP est membre depuis 2001 des Verts mondiaux[37] et du PVE[38].
- Lituanie
  - Parti vert lituanien (en lituanien : Lietuvos Žaliųjų Partija) (LŽP), parti fondé en 2011.
- Luxembourg
  - Les Verts (en luxembourgeois : déi gréng), parti fondé en 1983, membre depuis 1993 des Verts mondiaux[37] et du PVE[38].
- Macédoine du Nord
  - Renouveau démocratique de Macédoine (en macédonien : Демократска обнова на Македони [Demokratska obnova na Makedonija]) (DOM), parti fondé en 2006, candidat depuis 2015 des Verts mondiaux[37] et du PVE[38].
- Malte
  - Alternative démocratique (en maltais : Alternattiva Demokratika, en anglais : Democratic Alternative) (AD), parti fondé en 1989, membre depuis 1993 des Verts mondiaux[37] et du PVE[38].
- Moldavie
  - Parti vert écologiste (en) (en roumain : Partidul Verde Ecologist), parti fondé en 1992 sous le nom Parti écologiste de Moldavie « Alliance verte » (en roumain : Partidul Ecologist din Moldova « Alianţa Verde »), membre depuis 2008 des Verts mondiaux[37] et du PVE[38].
- Norvège
  - Parti de l'environnement - Les Verts (en bokmål : Miljøpartiet De Grønne, en nynorsk : Miljøpartiet Dei Grøne, en same du Nord : Birasbellodat Ruonát) (MDG), parti fondé en 1988, membre depuis 1993 des Verts mondiaux[37] et du PVE[38].
- Pays-Bas
  - Les Verts (en néerlandais : De Groenen), parti fondé en 1983, membre depuis 1993 des Verts mondiaux[37] et du PVE[38].
  - Gauche verte (en néerlandais : GroenLinks) (GL), parti fondé en 1989, membre depuis 1993 des Verts mondiaux[37] et du PVE[38].
- Pologne
  - Les Verts (en polonais : Zieloni), parti fondé en 2004 sous le nom Les Verts 2004 (en polonais : Zieloni 2004), membre depuis 2005 des Verts mondiaux[37] et du PVE[38].
- Portugal
  - Parti écologiste « Les Verts » (en portugais : Partido Ecologista « Os Verdes ») (PEV), parti fondé en 1982, membre depuis 1993 des Verts mondiaux[37] et du PVE[38].
- Royaume-Uni
  - Angleterre et Pays de Galles : Parti vert de l'Angleterre et du pays de Galles (en anglais : Green Party of England and Wales et en gallois : Plaid Werdd Cymru a Lloegr), parti fondé en 1990, membre depuis 1993 des Verts mondiaux[37] et du PVE[38].
  - Écosse : Parti vert écossais (en anglais : Scottish Green Party, en gaélique écossais : Pàrtaidh Uaine na h-Alba et en scots : Scots Green Pairty), parti fondé en 1990, membre depuis 1994 des Verts mondiaux[37] et du PVE[38].
  - Irlande du Nord : Parti vert (en anglais : Green Party in Northern Ireland, en irlandais : Comhaontas Glas i dTuaisceart Éireann et en scots : Grene Pairty in Norlin Airlann), parti fondé en 1983.
- Roumanie
  - Parti vert (en roumain : Partidul Verde), parti fondé en 2005, membre des Verts mondiaux[37] et du PVE[38].
- Russie
  - Alternative civique unifiée verte - mouvement GROZA (en) (en russe : движение Гражданская Объединённая Зелёная Альтернатива - движение ГРОЗА), parti fondé en 1991, membre associé depuis 2016 des Verts mondiaux[37] et du PVE[38].
  - Parti écologiste russe « Les Verts » (en russe : Российская экологическая партия «Зеленые»,  [Rossiiskaya ekologicheskaya partiya « Zelyonyye »]), parti fondé en 1992 sous le nom Parti écologiste constructif (KEDR).
  - Russie verte (en) (en russe : Зелёная Россия), parti fondé en 2005, il devient en 2006 une « faction » (sensibilité) au sein du parti Iabloko (en russe : Российская объединённая демократическая партия « Яблоко » [Rossiskaïa obiedinionnaïa demokratitcheskaïa partiïa « Iabloko »]), membre associé depuis 2013 des Verts mondiaux[37] et du PVE[38].
  - Alliance verte (en russe : Альянс зелёных), parti fondé en 2011 sous le nom Alliance des Verts et des socio-démocrates.
- Slovaquie
  - Parti vert (en slovaque : Strana zelených) (SZ), parti fondé en 1989.
- Slovénie
  - Les Verts de Slovénie (en slovène : Zeleni Slovenije) (ZS), parti fondé en 1989.
  - Parti de la jeunesse - Verts européens (en slovène : Stranka mladih - Zeleni Evrope) (SMS-Zeleni), parti fondé en 2000 sous le nom Parti de la jeunesse de Slovénie (en slovène : Stranka mladih Slovenije, SMS), membre depuis 2006 des Verts mondiaux[37] et du PVE[38].
- Suède
  - Parti de l'environnement Les Verts (en suédois : Miljöpartiet de Gröna) (MP), parti fondé en 1981, membre depuis 1993 des Verts mondiaux[37] et du PVE[38].
- Suisse
  - Les Verts - Parti écologiste suisse (PES) (en allemand : Die Grünen - Grüne Partei der Schweiz, GPS, en italien : I Verdi - Partito ecologista svizzero, PES et en romanche : La Verda - Partida ecologica svizra, PES), parti fondé en 1983, membre depuis 1993 des Verts mondiaux[37] et du PVE[38].
  - Vert'libéraux (Parti vert'libéral, PVL) (en allemand : Grünliberale Partei, GLP, en italien : Partito Verde-Liberale, PVL et en romanche : Partida Verda-Liberala, PVL), parti fondé en 2007 d'une scission des Verts.
- République tchèque
  - Parti vert (en tchèque : Strana zelených), parti fondé en 1989, membre depuis 1997 des Verts mondiaux[37] et du PVE[38].
  - Parti libéral-écologique (en) (en tchèque : Liberálně-ekologická strana), parti fondé en 2013 d'une scission du Parti vert.
- Turquie
  - Parti vert (en) (en turc : Yeşiller Partisi) (TR), parti fondé en 2020.
  - Parti vert de gauche (en) (en turc : Yeşil Sol Parti), parti fondé en 2012 sous le nom Les Verts et le parti de gauche du futur (en turc : Yeşiller ve Sol Gelecek Partisi), candidat depuis 2012 des Verts mondiaux[37] et du PVE[38].
- Ukraine
  - Parti des Verts d'Ukraine (en ukrainien : Партія Зелених України [Partija Zelenykh Ukrainy]) (PZU/ПЗУ), parti fondé en 1990, membre depuis 1993 des Verts mondiaux[37] et du PVE[38].

## Océanie
- Australie
  - Les Verts australiens (en anglais : Australian Greens ou simplement The Greens), parti fondé en 1992, membre des Verts mondiaux[35] et de l'APGF[36].
- Nouvelle-Calédonie
  - Les Verts Pacifique, parti fondé en 1999.
- Nouvelle-Zélande
  - Parti vert d'Aotearoa Nouvelle-Zélande (en anglais : Green Party of Aotearoa New Zealand ou simplement Green et en maori de Nouvelle-Zélande : Rōpū Kākāriki o Aotearoa), parti fondé en 1990, membre des Verts mondiaux[35] et de l'APGF[36].
- Papouasie-Nouvelle-Guinée
  - Parti des Verts de Papouasie-Nouvelle-Guinée
- Polynésie française
  - Heiura - Les Verts
- Vanuatu
  - Confédération des Verts Vanuatu (en anglais : Vanuatu Green Confederation), parti fondé en 2000.